# Johann Georg Glume

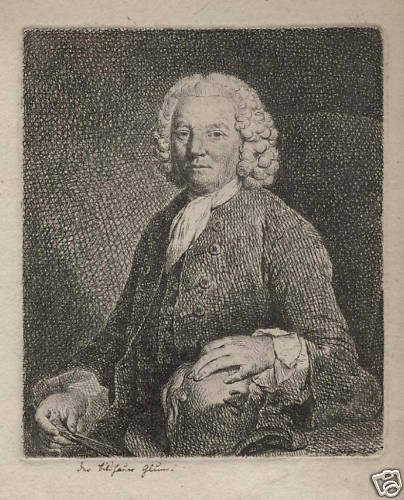
Johann Georg Glume. Radierung von seinem Sohn Johann Gottlieb Glume, 1750

Johann Georg Glume (* 6. Januar 1679 in Wanzleben; † 1765 oder 3. Februar 1767 in Berlin) war ein deutscher Bildhauer in der Zeit des Barock.

## Leben und Wirken

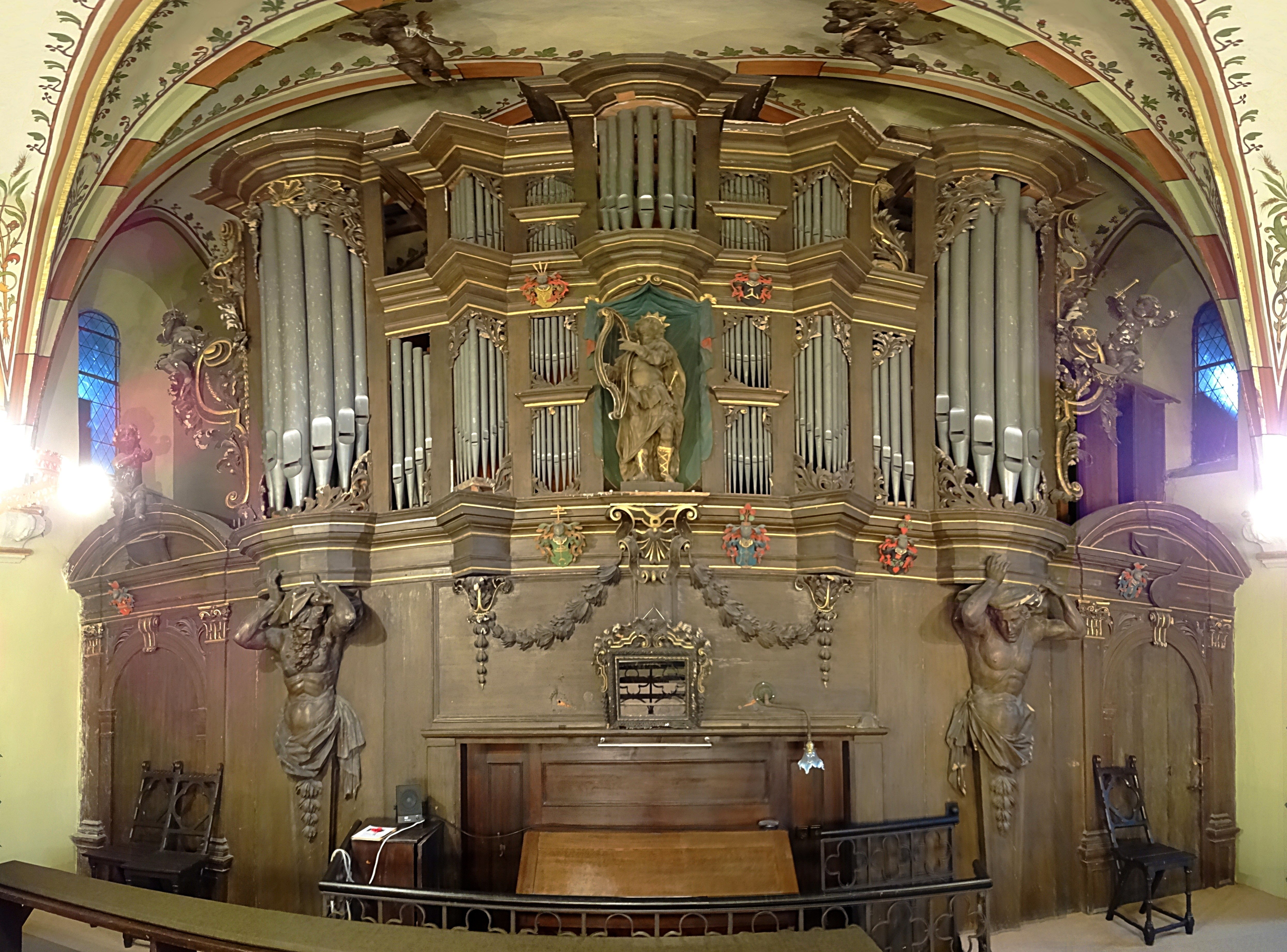
Orgelprospekt in der St.-Jakobi-Kirche, Wanzleben

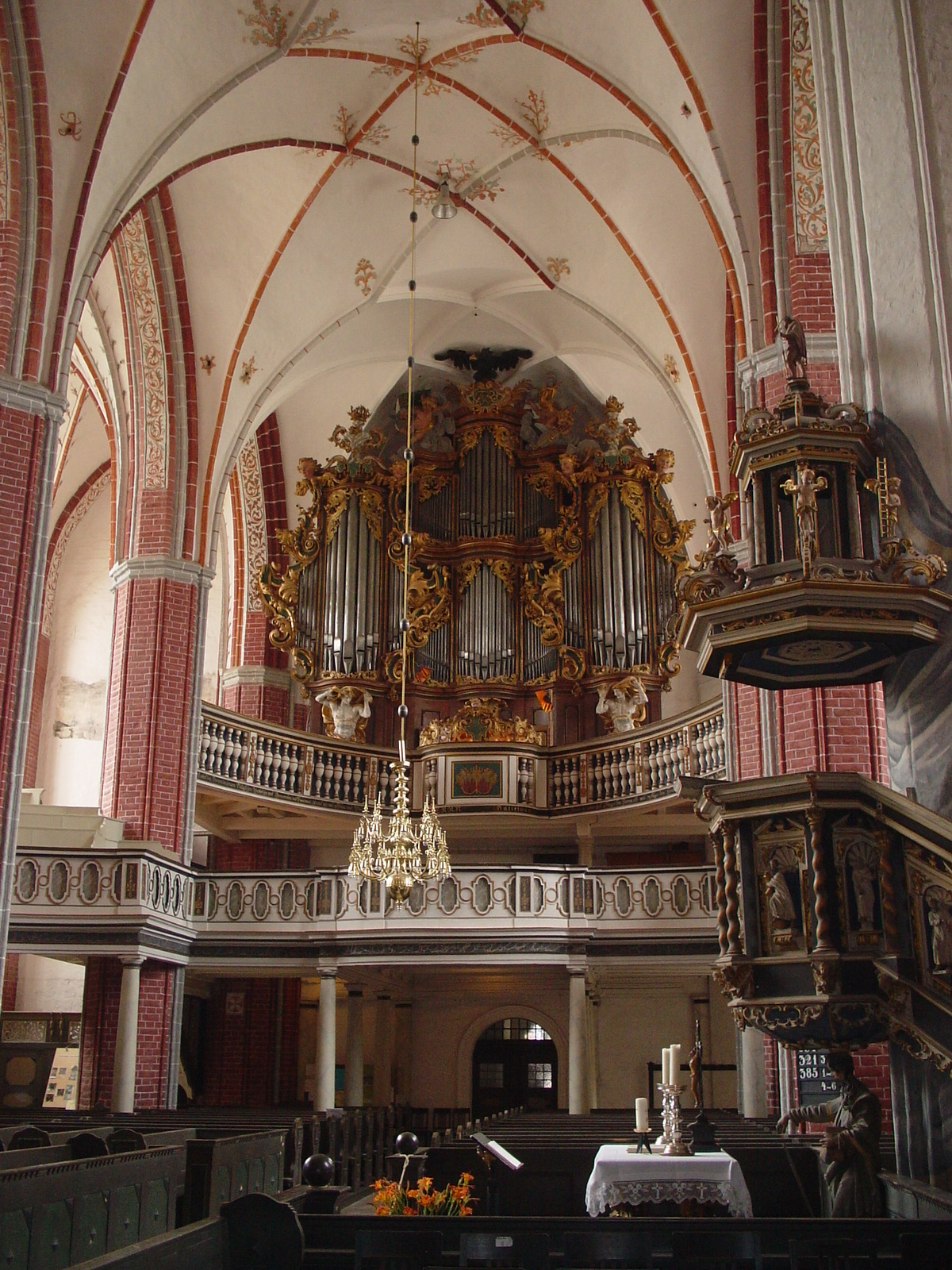
Orgelprospekt in der St. Katharinenkirche, Brandenburg an der Havel

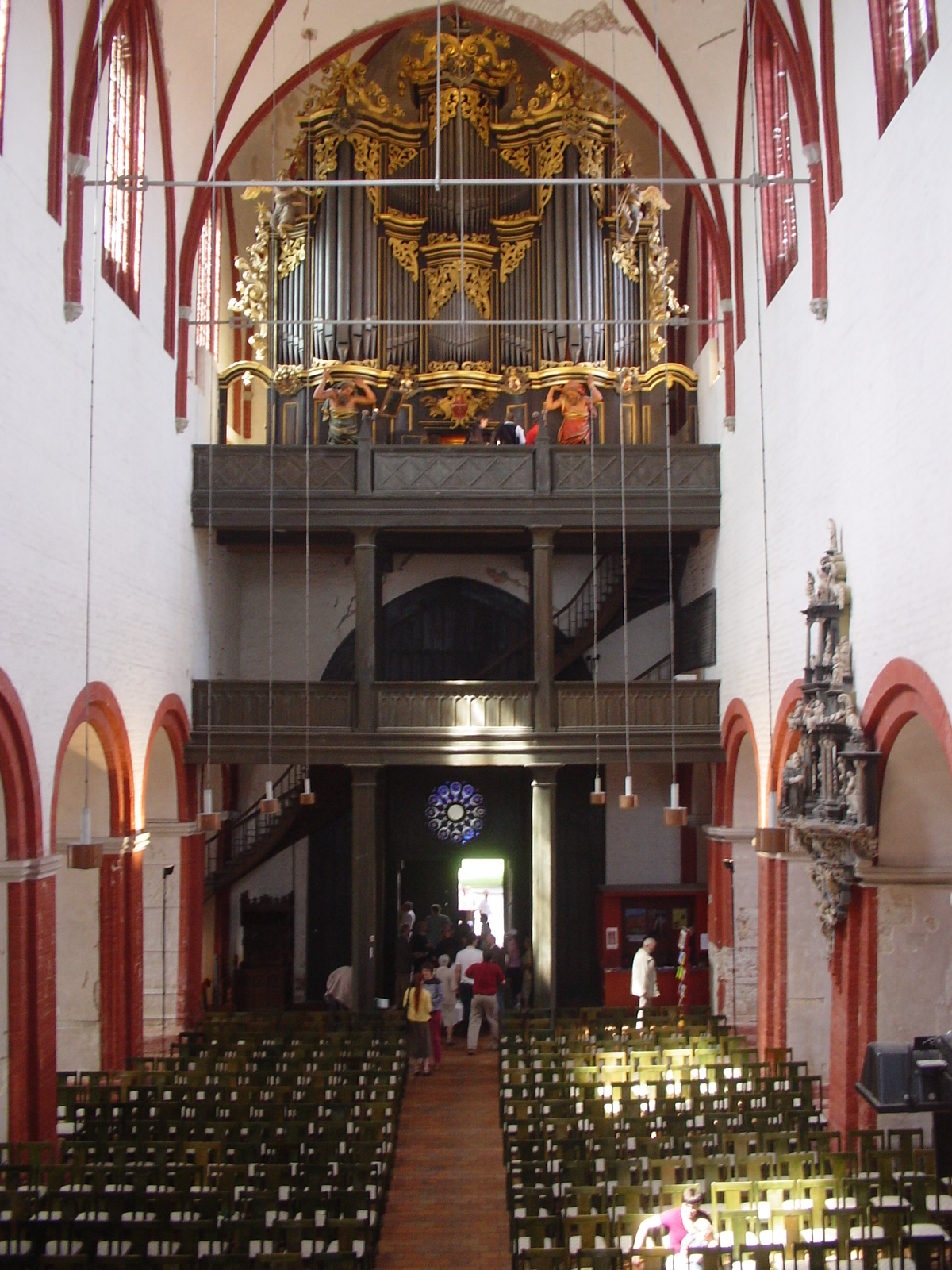
Orgelprospekt im Dom St. Peter und Paul, Brandenburg an der Havel

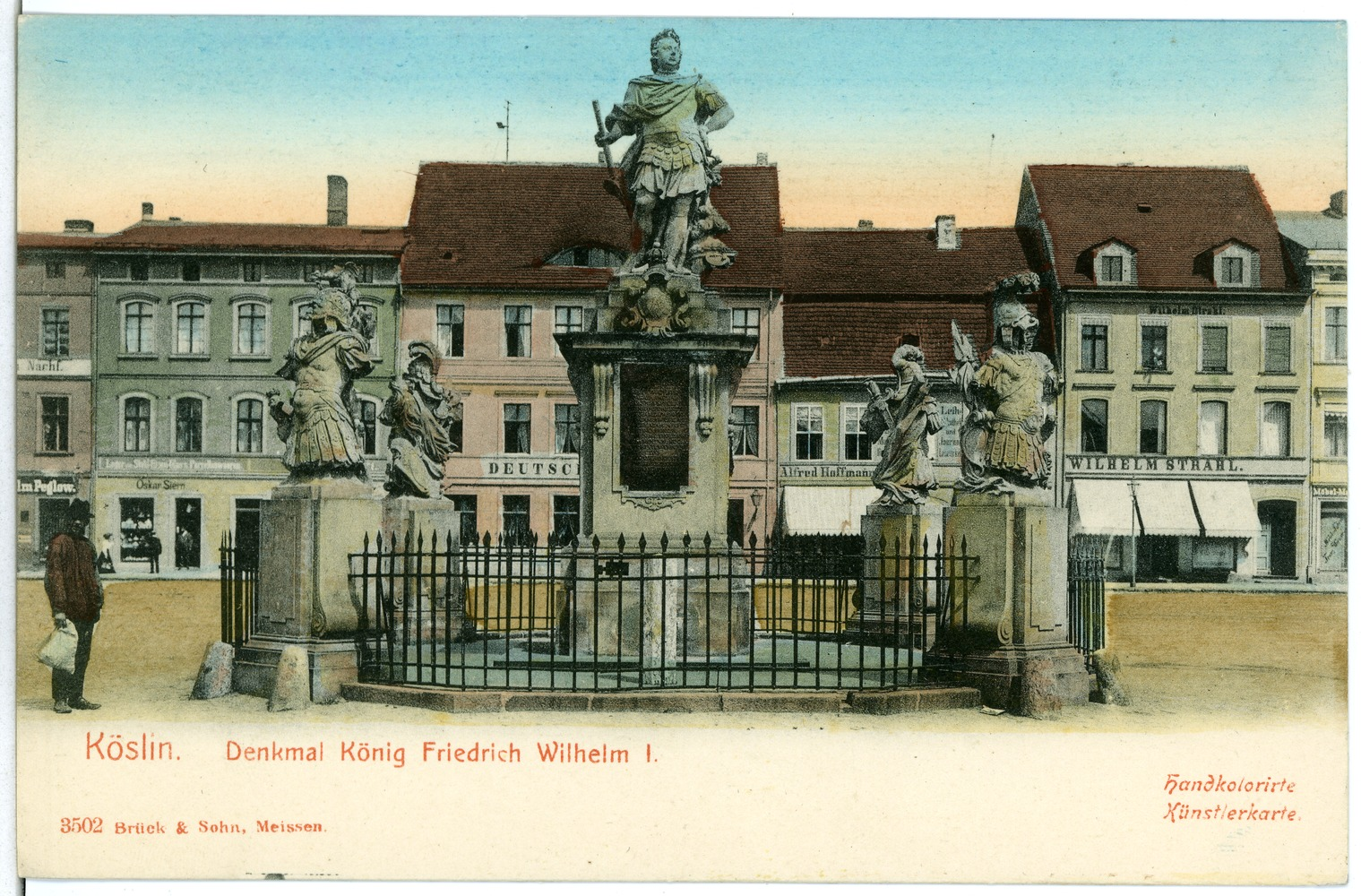
Denkmal des Königs Friedrich Wilhelm I., Köslin (zerstört)

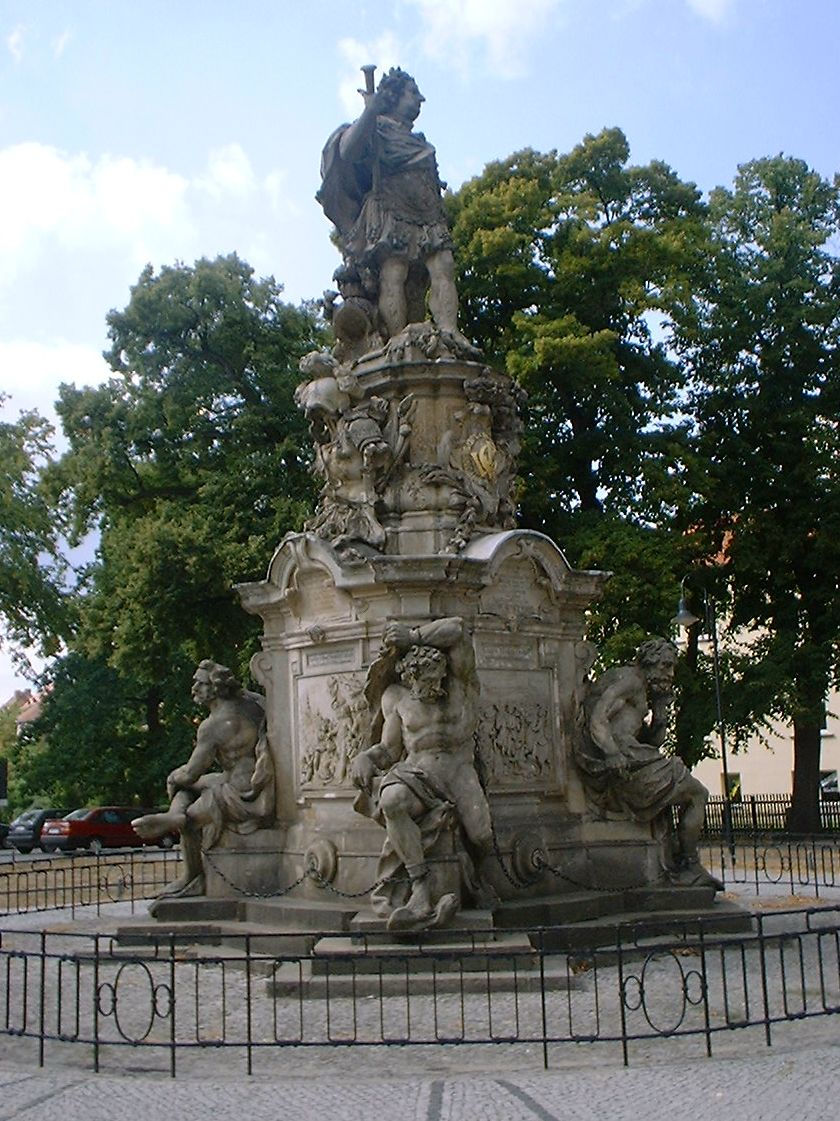
Denkmal des Großen Kurfürsten Friedrich Wilhelm, Rathenow

Das „Königliche Monument“ (zerstört), Hof- und Garnisonkirche, Potsdam

Johann Georg Glume war Schüler und dann Mitarbeiter des Baumeisters und Bildhauers Andreas Schlüter, des bedeutendsten unter den Künstlern, die Friedrich I. zur Ausstattung Berlins als königlicher Residenz an seinen Hof berufen hatte. Aus dem von Carl Heinrich von Heineken 1768 publizierten Künstlerlexikon geht jedoch nicht hervor, welchen Anteil Glume an Schlüters Schaffen hatte. Das erste Werk […] mit dem sein Name in Verbindung gebracht werden kann ist der Sarkophag des 1711 verstorbenen Prinzen Friedrich Wilhelm (1710–1711), dem zweiten Sohn des Kronprinzen Friedrich Wilhelm. Für den im barocken Stil gestalteten Zinnsarg, mit Totenschädeln, geflügelten Saturnköpfen, Kartuschen und einer auf einem Kissen ruhenden Krone, fertigte Glume das Modell.
Friedrich Wilhelm nahm nach seiner Thronbesteigung im Jahr 1713 einschneidende Ausgabenumschichtungen zugunsten der Armee vor. Er entließ zahlreiche Baumeister und Künstler oder halbierte ihre Gehälter. Zu den zahlreichen Künstlern, die den Hof verließen, gehörte auch Schlüter, der 1713 nach Russland ging, wo er ein Jahr später starb. Glume war einer der wenigen, die unter den gegebenen Veränderungen in Berlin blieben. In Schlüterscher Tradition schuf er Bildhauerarbeiten an Gebäudefassaden, machte sich aber vor allem im Bereich der sakralen und sepulkralen Ausstattung einen Namen. Die in Sandstein, Marmor und Alabaster gefertigten Epitaphe, Grabmäler und hölzernen Orgelprospekte sind in Berliner und Brandenburger Stadt- und Dorfkirchen zum großen Teil erhalten.
Dazu zählen der 1712 geschaffene Prospekt der Kirche St. Jakobi in seinem Geburtsort Wanzleben, oder die in den 1720er-Jahren entstandenen Orgelprospekte für die Instrumente des Orgelbauers Joachim Wagner in der Berliner St. Marienkirche sowie in Brandenburg an der Havel im Dom St. Peter und Paul und der St. Katharinenkirche. Die einzigen Werke, die er mit seinem Namen signierte, sind das marmorne Grabdenkmal des Ministers Johann Andreas Kraut, an dem er sich 1725 mit den Majuskeln JOH:GEOR:GLUME INVENTOR ET SCULPTOR (zu deutsch: Johann Georg Glume Erfinder und Bildhauer) verewigte und das 1726 an einem Pfeiler angebrachte Konsolgrab des Hofrats Carl Gottfried Schrader, beide in der Berliner Nikolaikirche.
Bereits 1716/17 fertigte er ein zwölf Platten umfassendes Giebelrelief, das 1963 bei der Wiederherstellung der Treppe zur Nationalgalerie aufgefunden wurde. Die Bildhauerarbeit zierte ursprünglich das Giebeldreieck des um 1716 an der Burgstraße erbauten Alumnats des Joachimsthalschen Gymnasiums in Berlin. Das Relief zeigte den von Allegorien der Sieben Freien Künste umgebenen Götterboten Hermes, in den Giebelecken Musikinstrumente und technische Gerätschaften und im oberen Bereich die Inschrift „Gymnasium Regium Joachimicum“. Die Landstände Pommerns beauftragten Glume mit dem am 16. Juli 1724 enthüllten Denkmal für König Friedrich Wilhelm I. in Köslin als Dankeszeichen für die Hilfe beim Wiederaufbau der 1718 abgebrannten Stadt. Das Denkmal stellte den König als römischen Imperator dar und war das erste, für einen preußischen König in Pommern errichtete Standbild. Die um 1732 geschaffenen Helme für das von Philipp Gerlach umgebaute Kronprinzenpalais werden ihm ebenfalls zugeschrieben.
In Potsdam beteiligte sich Glume um 1735 an der Ausgestaltung der Hof- und Garnisonkirche. Nach einem vom König inspirierten Entwurf des Baumeisters Christian Friedrich Feldmann (1706–1765) fertigte er mit Steinmetzmeister Johann Christian Angermann († 1777) und Bildhauer Johann Konrad Koch die barocke Kanzel und den darunter liegenden Eingang zur Königsgruft, das „Königliche Monument“. In der Grablege Friedrich Wilhelms I. ist 1786 auch dessen Sohn und Nachfolger Friedrich II. bestattet worden. Den Eingang flankierten die nach Glumes Entwürfen entstandenen Marmorfiguren „Mars“ und „Bellona“ (1945 zerstört). Für seine Leistung erhielt Glume 1736 die Ernennung zum Hofbildhauer. Zu den von Friedrich Wilhelm I. in Auftrag gegebenen Arbeiten gehörte das Denkmal des Großen Kurfürsten Friedrich Wilhelm in Rathenow, das Glume nach dem Entwurf von Bartolomé Damart zwischen 1736 und 1738 fertigstellte. In Erinnerung an den Sieg in der Schlacht von Fehrbellin zeigt das Standbild den Kurfürsten in der Prunkrüstung eines römischen Imperators mit vier sitzenden Sklavenfiguren am Sockel.
Ab der 1740er Jahre schuf Johann Georg Glume keine eigenhändigen Werke mehr. In seiner Werkstatt, in der bereits die Söhne Friedrich Christian und Carl Philipp arbeiteten, entstanden jedoch auch weiterhin Bildhauerarbeiten, an denen er beteiligt war. Als Haupterbe führte sein jüngster Sohn Carl Philipp vermutlich ab 1753 die väterliche Werkstatt weiter.

## Familie
Johann Georg Glume war mit Elisabeth Benigna, geborene Schmied, verheiratet. Der älteste Sohn, Johann Gottlieb (1711–1778), ließ sich zum Maler und Radierer ausbilden. Von ihm stammen zwei Radierungen vom Bildnis des Vaters. Zwei Söhne erlernten bei Glume die Bildhauerei. Der Zweitälteste, Friedrich Christian, schmückte mit seinen Werken die Bauten und Gärten Friedrichs II. und der Jüngste, Carl Philipp (1724–1776), war in der Berliner Werkstatt als Bildhauer und Medailleur tätig.

## Werke (Auswahl)

### Grabmäler und Epitaphe
- Sarkophag für Prinz Friedrich Wilhelm, 1711, Hohenzollerngruft, Berliner Dom
- Grabkapelle der Familie von Kraut, 1723–1725, Nikolaikirche, Berlin
- Konsolgrab für Carl Gottfried Schrader, † 1726, Nikolaikirche, Berlin
- Epitaph Gerresheim, † 1716, Nikolaikirche, Berlin
- Grabkapelle der Familie Schindler, um 1720, Nikolaikirche, Berlin
- Grabkapelle des Johann Wolfgang Bewert, † 1721, Nikolaikirche, Berlin
- Epitaph für Otto von Schlabrendorf, † 1721, Dorfkirche Groß Machnow
- Epitaph der Familie Patow, 1724, Dorfkirche, Groß Jehser
- Gruftportal der Familie von Schlabrendorf, 1725, Dom St. Peter und Paul, Brandenburg an der Havel
- Epitaph Johann Porst, † 1728, Nikolaikirche, Berlin
- Epitaph für Dorthea Luise Löscher, 1727, Paul-Gerhardt-Kirche, Lübben
- Epitaph für Luben von Wulffen, † 1727, Paul-Gerhardt-Kirche, Lübben
- Denkmal für Georg Abraham von Arnim, 1734, Dorfkirche Stegelitz
- Gruftportal für Otto Albrecht von Rohr, † 1736, Kirche St. Peter und Paul, Wusterhausen/Dosse
- Epitaph für Christian Wilhelm von Thümen, 1742/43, (Werkstatt Glume), Dorfkirche Blankensee
- Epitaph für A. F. von Hacke, † 1743, (Werkstatt Glume), Dorfkirche Kleinmachnow, Kleinmachnow
- Epitaph für J. C. Schrader, † 1744, (Werkstatt Glume), Dorfkirche Kleinmachnow, Kleinmachnow
- Epitaph für Adam Otto von Viereck, 1763, (Werkstatt Glume), Schlosskirche, Buch

### Orgelprospekte und weitere Ausstattung
- Orgelprospekt, 1712, Kirche St. Jakobi, Wanzleben
- Orgelprospekt, Entwurf vor 1723, Kirche St. Marien, Berlin (von Paul de Ritter beendet)
- Taufstein, Marmor, 1724, Kirche St. Jakobi, Nauen
- Orgelprospekt, um 1725, Dom St. Peter und Paul, Brandenburg an der Havel
- Orgelprospekt, 1726, Kirche St. Katharinen, Brandenburg an der Havel
- Kanzel und Eingang zur Königsgruft („Königliches Monument“), um 1735, Hof- und Garnisonkirche, Potsdam (1945 zerstört)

### Bauschmuck und Denkmäler
- Mitarbeit an den Bildhauerarbeiten am Turm der Parochialkirche, Berlin, 1713/14,
- Giebelrelief am Alumnat des „Königlich Joachimsthalschen Gymnasiums“, 1716/17, Skulpturensammlung der Staatlichen Museen zu Berlin
- Denkmal Friedrich Wilhelms I. in Köslin, 1723/24 (1945 zerstört; Fragmente 2024 wiederentdeckt[12])
- Teile des Fassadenschmucks am ehemaligen Palais des Kanzlers Philipp Otto von Grumbkow, 1724/25, Rossmarkt, Stettin
- Denkmal Großer Kurfürst Friedrich Wilhelm, 1736–1738, Rathenow